# Carl Sandburg
Carl Sandburg (6. ledna 1878 – 22. července 1967) byl americký básník, novinář, spisovatel, hudebník a historik. Třikrát obdržel Pulitzerovu cenu (1919, 1940, 1951), dvakrát za dílo literární, jednou za životopis Abrahama Lincolna.

## Život
Jeho rodina pocházela ze Švédska. Ve třinácti letech odešel ze školy i domova a začal se toulat. Živil se rozvážením mléka, příležitostnou zedničinou, jako portýr či sluha v hotelu nebo prací na farmách. Poté dostal příležitost psát pro deník Chicago Daily News, a tím začala jeho literární kariéra. Chicago, nejprůmyslovější a nejvíce se rozvíjející město Ameriky té doby, ho silně ovlivnilo a jemu je také věnována značná část jeho básnického díla, jedna z nejslavnějších sbírek nese dokonce název Chicago Poems. Své první verše publikoval pod jménem Charles Sandburg.
Fascinovala ho postava Abrahama Lincolna a věnoval jí několik biografických knih. Dalším předmětem jeho publicistického zájmu byl fotograf Edward Steichen. Známé jsou též jeho knihy pohádek Rootabaga Stories, Rootabaga Pigeons a Potato Face, kde tradiční pohádkové hrdiny a rekvizity byly nahrazeny předměty moderního velkoměsta, například vlaky, mrakodrapy nebo preclíky. Své verše rovněž zhudebňoval a zpíval. Sbíral také americkou lidovou poezii a popěvky, které shromáždil ve třech sbírkách, z nichž zdaleka nejpopulárnější se stala kniha The American Songbag.
Politicky byl vlevo, byl člen Socialist Party of America a podporoval hnutí za práva černochů, především organizaci National Association for the Advancement of Colored People.
Režisér Steven Spielberg uvedl, že Sandburgova tvář byla jedním ze vzorů pro vytvoření tváře E.T. mimozemšťana.

### Poezie
- In Reckless Ecstasy (1904)
- Abe Lincoln Grows Up
- Incidentals (1904)
- Plaint of a Rose (1908)
- Chicago Poems (1916)
- Cornhuskers (1918)
- Smoke and Steel (1920)
- Slabs of the Sunburnt West (1922)
- Selected Poems (1926)
- Good Morning, America (1928)
- Early Moon (1930)
- The People, Yes (1936)
- Complete Poems (1950)
- Selected Poems of Carl Sandburg (1954)
- Sandburg Range (1957)
- Harvest Poems, 1910–1960 (1960)
- Wind Song (1960)
- Honey and Salt (1963)
- Breathing Tokens (1978)
- Billy Sunday and other poems (1993)
- Poems for Children Nowhere Near Old Enough to Vote (1999)

### Próza a pohádky
- Joseffy (1910)
- You and Your Job (1910)
- Chicago Race Riots (1919)
- Clarence Darrow of Chicago (1919)
- Rootabaga Stories (1922)
- Rootabaga Pigeons (1923)
- Potato Face (1930)
- Remembrance Rock (1948)
- Lincoln Collector: the story of the Oliver R. Barrett Lincoln collection (1949)
- The Wedding Procession of the Rag Doll and the Broom Handle and Who Was In It (1950)